# 铺地狼尾草
铺地狼尾草（学名：Pennisetum cladestinum）为禾本科狼尾草属下的一个种。

## 扩展阅读
- 維基物種上的相關：铺地狼尾草